# Ubuntu (système d'exploitation)
Pour les articles homonymes, voir Ubuntu.
Ubuntu (prononciation : /u.bun.tu/, en anglais : [ʊˈbʊntuː]) est une distribution Linux fondée sur Debian. Elle est développée, commercialisée et maintenue pour les ordinateurs individuels (desktop), les serveurs (Server) et les objets connectés (Core) par la société Canonical.
Ubuntu est disponible en deux versions, une qui évolue tous les six mois, et une version LTS, pour Long Term Support (« Support long terme ») qui évolue tous les deux ans. Ubuntu se définit comme « un système d'exploitation utilisé par des millions de PC à travers le monde » et avec une interface « simple, intuitive, et sécurisée ». Elle est la distribution la plus utilisée pour accéder aux sites web d'après le site Alexa, et le système d'exploitation le plus utilisé pour les serveurs informatiques.

## Étymologie
Ubuntu provient d’un ancien mot bantou (famille de langues africaines) qui signifie « Je suis ce que je suis grâce à ce que nous sommes tous ». Ubuntu signifie aussi « humanité », « générosité » ou « gratuité » en kinyarwanda (langue rwandaise) et en kirundi (langue burundaise)[réf. nécessaire].

## Historique

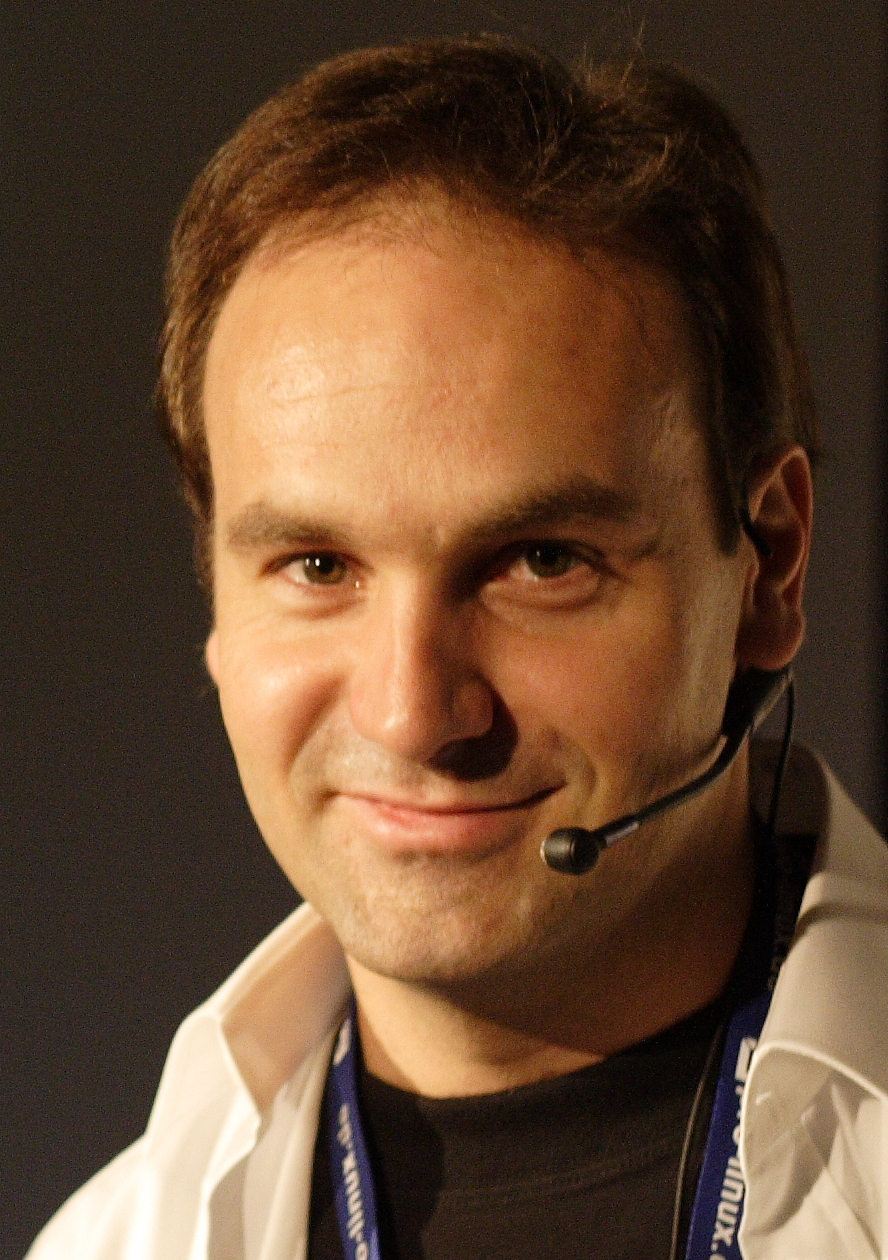
Mark Shuttleworth

### Création
Devenu multimillionnaire après la vente de sa précédente entreprise (Thawte), le sud-africain Mark Shuttleworth (ancien développeur Debian) lance Ubuntu en 2004, souhaitant une version facile d'accès et grand public de la distribution Debian.
Le 5 mars 2004, il crée la société Canonical afin de concrétiser ce projet. Le 1er juillet 2005, il crée la Ubuntu Foundation (association à but non lucratif) comme filet de sécurité, en cas d’échec de Canonical. Cette dernière y injecte 10 millions de dollars de réserves.
Le nom de code du projet secret est : no-name-yet (pas encore de nom). Le nom de la distribution va s'organiser alors d'une manière précise : [adjectif] [animal].
Une nouvelle version tous les six mois et des cycles de développement de deux ans sont alors annoncés (détails dans Liste des versions d'Ubuntu).
Sur le portail (Launchpad) chargé entre autres de lister les bugs d'Ubuntu, le premier bug constaté est resté célèbre : Mark Shuttleworth dénonce le fait que Microsoft ait une part de marché écrasante, et qu'il soit difficilement possible d'acquérir un ordinateur dans un magasin sans Windows préinstallé. Ce bug a été confirmé dans de nombreux pays, notamment en Belgique, au Canada, en France et en Suisse, et c'est un des buts d'Ubuntu de le réparer, selon les termes mêmes de Mark Shuttleworth.

### Premières versions
La première version a été nommée « phacochère verruqueux » par ironie vis-à-vis du résultat possible, compte tenu des délais à tenir. Fondé sur la distribution Debian, elle inclut par défaut le bureau GNOME 2, considéré par Mark Shuttleworth comme le bureau le plus simple d'utilisation, au détriment de KDE.
En avril 2005, Ubuntu voit apparaître son premier dérivé nommé Kubuntu 5.04 et utilisant le bureau KDE. Ubuntu commence à susciter l'intérêt de nombreux internautes.
En 2006, la première version à long terme sur deux ans apparaît, Ubuntu 6.06 LTS (Dapper Drake), ainsi que le deuxième dérivé, Xubuntu, fondé sur le bureau XFCE. L'installeur Ubiquity apparaît sur le live CD et équipe depuis lors l’ensemble des live CD. Canonical passe des accords avec Sun Microsystems.
En 2007, la version Ubuntu 7.04 inaugure les effets 3D avec Compiz (désactivés par défaut) et le rapatriement, via une interface graphique, du dossier « Mes documents », des fonds d’écran, des favoris Internet et des contacts (courrier électronique et messagerie instantanée) depuis un ancien système d’exploitation. En France, l'Assemblée nationale s'équipe d'ordinateurs Ubuntu.
Intel passe un contrat avec Canonical pour développer une plate-forme mobile : Ubuntu Mobile. Dell vend des portables et des ordinateurs avec Ubuntu préinstallé depuis le 24 mai 2007 (le support Dell d'Ubuntu est effectué via Canonical). Ces ordinateurs sont également disponibles en France depuis le 8 août 2007.
En janvier 2008, en France, la gendarmerie nationale annonce son abandon de Windows et la migration de tous ses postes informatiques vers Ubuntu d'ici 2013 (soit environ 70 000 ordinateurs). Ce qui représentait sur la période 2004 à mars 2009 une économie de 50 millions d'euros. La version d'Ubuntu adaptée pour être utilisée par la Gendarmerie nationale française se nomme GendBuntu.

### Expansion de la distribution
En 2009, la version 9.04 (Jaunty Jackalope) est venue apporter le support officiel de l'architecture ARM9, grâce au projet Ubuntu Mobile.
En avril sort la deuxième version issue d'un cycle de développement de deux ans, la version Ubuntu 8.04 LTS, nom de code Hardy Heron (le héron robuste).
En juin, l’intégration de Gobuntu — version libre d’Ubuntu — à Ubuntu en tant qu’option d’installation est annoncée.
En septembre, en Suisse, les 9 000 ordinateurs des écoles genevoises auront entièrement abandonné les logiciels Microsoft Office. La Tribune de Genève avait annoncé que Windows serait également abandonné durant la rentrée 2008 pour migrer vers Ubuntu, mais avait démenti le lendemain. En effet certains ordinateurs étaient déjà équipés d'Ubuntu en multiboot et la migration progressive était étalée sur plusieurs années : 100 % des ordinateurs des écoles primaires, soit 2 400 ordinateurs, sont sous Ubuntu en 2015.
Un exemple plus proche est le choix d'Ubuntu en 2008 pour tous les serveurs de Wikipédia (au total 400, qui gèrent au moment de l'annonce 684 millions de visiteurs par an).
Le 9 avril 2010, Chris Kenyon, vice-président de Canonical, annonce que le nombre d'utilisateurs d'Ubuntu, qui était estimé à 8 millions en 2008, est désormais estimé à 12 millions.
Le 5 avril 2011, Canonical met fin à son programme de distribution gratuite d'Ubuntu sur CD via son programme ShipIt (Système de distribution de CD-Rom gratuits). Désormais, il sera possible d'utiliser un service cloud offert aux utilisateurs pour pouvoir tester Ubuntu sur Internet sans l'installer.
En 2011, une estimation donne plus de 25 millions d'utilisateurs des différentes versions d'Ubuntu pour ordinateurs.

### Changement de stratégie
En avril 2011, la version 11.04 d'Ubuntu crée de nombreuses polémiques, notamment du fait de remplacer le bureau par défaut, GNOME, par un bureau interne à l'entreprise : Unity. Ce changement brusque et contesté autant en termes ergonomiques que philosophiques entraîne une dispersion d'une partie des utilisateurs vers d'autres distributions, notamment Linux Mint mais aussi Fedora ou Xubuntu.
Dans la version 12.10 (octobre 2012), Canonical décide d'introduire des liens publicitaires vers le site commercial Amazon depuis l'interface Unity. Cette décision suscite une vive polémique au sein de la communauté des utilisateurs. Ces publicités étant liées au ciblage comportemental de l'utilisateur, elles posent notamment des problèmes de respect de la vie privée. À la suite des nombreuses protestations, Canonical introduit la possibilité de désactiver cette fonctionnalité,.
En 2012, Richard Stallman appelle ses partisans à ne pas utiliser Ubuntu et à opter pour une autre distribution, il critique notamment le fait qu'Ubuntu transfère des données à Amazon en vue d'afficher des résultats sponsorisés. Canonical décide en 2016 de désactiver cette option par défaut avec la LTS 16.04,.
Le 4 mars 2013, Canonical annonce le développement de son propre serveur d'affichage : Mir au détriment de Wayland. Cette annonce fait aussi objet de contestation.
En 2013, la compagnie qui développe Ubuntu présente Ubuntu Touch et explique dans une vidéo qu'Ubuntu vise à être disponible pour tout un écosystème incluant les télévisions, les smartphones, et les tablettes. Le gestionnaire de bureau Unity, comme son nom l'indique, vise à unifier l’expérience utilisateur sur chacun des supports. On trouve alors quelques rares tablettes équipées d'Ubuntu, comme la Nibbio de la société italienne DaVinci Mobile Technology, Full HD, avec 2 Go de RAM et un processeur Samsung Exynos 4412.

### Retour aux sources
Le 5 avril 2017, Ubuntu annonce l'abandon total de son gestionnaire de bureau Unity pour revenir à GNOME, ainsi que son propre serveur d'affichage Mir à partir de Ubuntu 17.10. Ubuntu Touch est également abandonné. Ubuntu se recentre sur les serveurs et les ordinateurs.
Avec la version 22.04 arrive un changement d'esprit : la version Ubuntu Studio est supportée à part entière et utilise KDE Plasma sous Wayland, pour la première fois installé par défaut sur une version LTS. Le programme glmark2-es2-wayland montre quant à lui les performances OpenGL sous Wayland.
Les logos sont revisités à cette occasion.
Cependant, Unity est poursuivi en tant que projet non officiel jusqu'à mai 2022, où Canonical accepte Ubuntu Unity comme version officielle.

## Identité visuelle

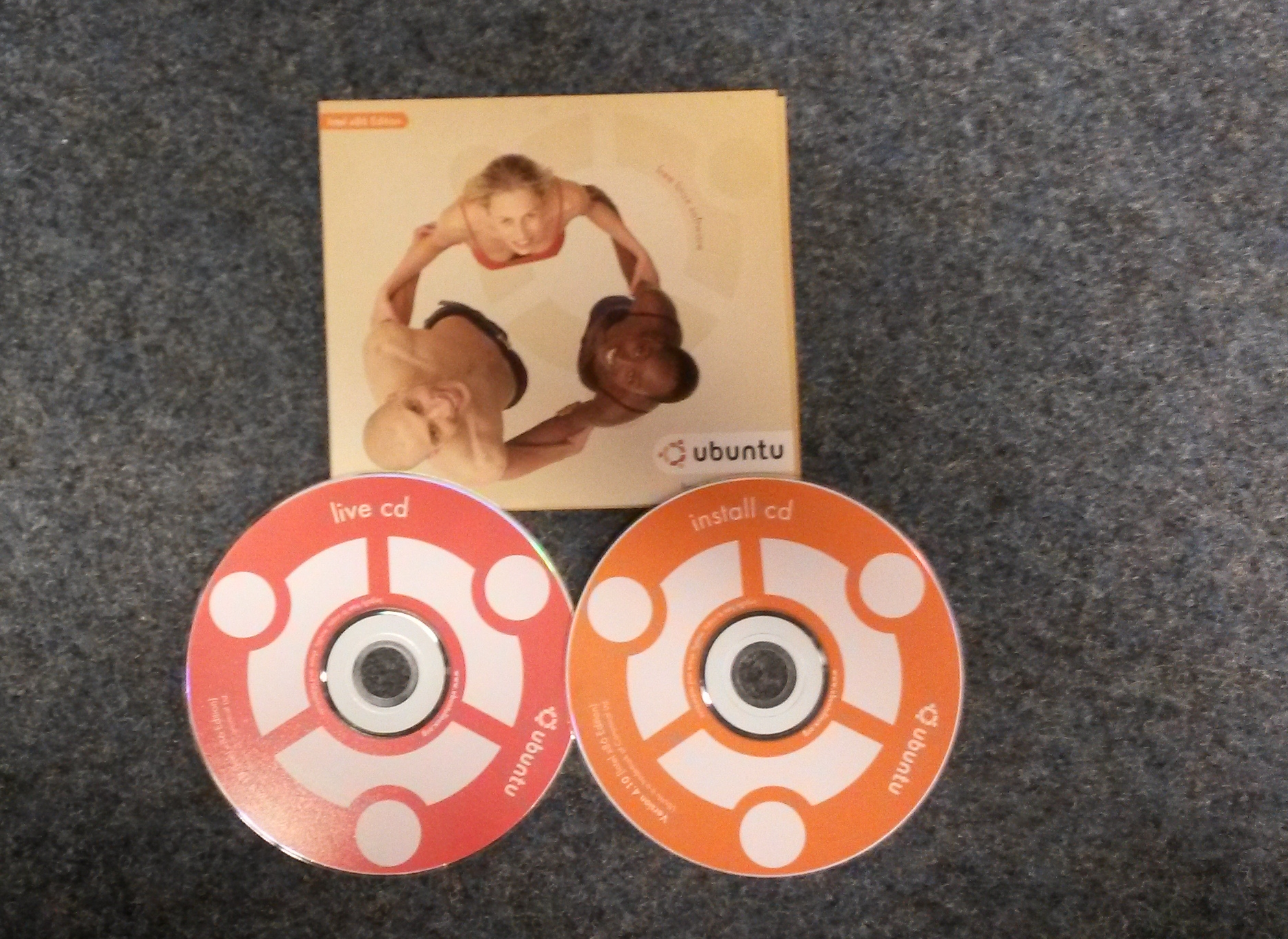
Premier CD d'Ubuntu 4.10.

Depuis sa création en 2004, l'identité visuelle de la distribution s'est basée sur un thème baptisé Human (humain), utilisant principalement des teintes brunes et orangées. Ainsi on retrouvait à chaque sortie de version un écran de démarrage, un fond d'écran, un écran de connexion ainsi que le logo de la distribution basés sur ces caractéristiques.
Les pochettes CD de la première version Ubuntu 4.10 (Warty) représentaient deux femmes et un homme qui formaient un cercle. La même image était présente lors de l'écran de connexion. Elle renvoie directement au logo original de la firme d'Ubuntu: les trois points et les trois tiers du cercle étaient tous de couleurs différentes (orange, jaunes, rouges). C'était une manière graphique de représenter le terme ubuntu (Je suis ce que je suis grâce à ce que nous sommes tous). Le logo de la firme d'Ubuntu est d'ailleurs nommé Circle of Friends,.

Police de caractère Ubuntu.

Depuis la version 10.04 (Lucid Lynx), une nouvelle étape dans l'identité visuelle d'Ubuntu est franchie : le thème principal s'appelle désormais « Light » (lumière) et bénéficie d'une teinte revue basée essentiellement sur un couple violet-orange. Le logo a également été refondu, avec une nouvelle police de caractère, tout en conservant la couleur orange qui a longtemps caractérisé ce système d'exploitation. La version orange est la version « grand public », alors que la version aubergine concerne les documents et applications orientés « entreprise ».
À chaque nouvelle version, une nouvelle variante sortait, mais représentant toujours un groupe d'au moins trois personnes, souvent d'ethnies différentes, disposées en cercle, avec parfois un enfant parmi eux. Cela a perduré jusqu'à Ubuntu 9.04 où une nouvelle identité visuelle a été mise en place.
Les polices Ubuntu sont des familles de polices de caractères libres conçues par la fonderie typographique Dalton Maag pour Canonical et son système d’exploitation Ubuntu, qui est devenue sa police par défaut à partir de la version 10.10. Ubuntu est une police de caractère linéale humaniste et Ubuntu Mono est son équivalent à chasse fixe. Un des créateurs de la police est Vincent Connare, créateur de la police controversée Comic Sans.
Elles sont publiées sous licence libre et sont de ce fait utilisables comme polices Web avec des services comme Google Fonts.

Premier logo d'Ubuntu de 2004 à 2010.
Logo d'Ubuntu utilisé de 2010 à 2022.
Logo actuel d'Ubuntu depuis 2022.

## Caractéristiques
Ubuntu est proposé gratuitement sous forme d'image disque permettant de créer un live CD ou live USB afin de tester Ubuntu sans installation et sans modifier le système utilisé. L'interface utilisateur est disponible en 146 langues nationales ou régionales (mars 2016). Une nouvelle version sort tous les six mois avec un support de neuf mois. Tous les deux ans (en avril des années paires), la version est une version avec support à long terme dit LTS (long term support) qui est maintenue pendant cinq ans.
Sur un SSD l'installation ne dure qu’une dizaine de minutes.
Il inclut un ensemble de logiciels pré-installés (LibreOffice, Firefox, etc.) et sa logithèque permet d’installer toute une gamme de logiciels correspondant aux besoins de chaque utilisateur. À noter que la plate-forme Steam comporte plus de 4 500 jeux vidéo compatibles avec Ubuntu. La plupart des applications pour Windows peuvent également être installées grâce à Wine ou à VirtualBox.

## Éditions
Ubuntu est officiellement distribué par Canonical et la Communauté dans une série d'éditions, qui diffèrent selon certains critères, notamment l'appareil destiné à l'installation, le type de matériel, les services et fonctionnalités, etc.
- Ubuntu Desktop, conçu pour les ordinateurs de bureau et les ordinateurs portables. Cette édition inclut à partir de la version 11.04 également le netbook, publié jusqu'à la fin de 2010 et comportant le bureau Unity, utilisé par défaut sur l'édition de bureau jusqu'à la version 18.04.
- Ubuntu Server, conçu pour être installé sur des serveurs. Dans cette édition, il n'y a pas d'interfaces graphiques par défaut, telles qu'Unity, GNOME ou KDE, mais inclut à la place des packages logiciels tels qu'Apache 2 ou BIND 9.
- Ubuntu Core, une version dédiée principalement aux développeurs, conçue pour le cloud et l'IoT. Il s'agit d'un système de serveur minimal entièrement basé sur des packages et des bibliothèques snap.

## Différences avec Debian

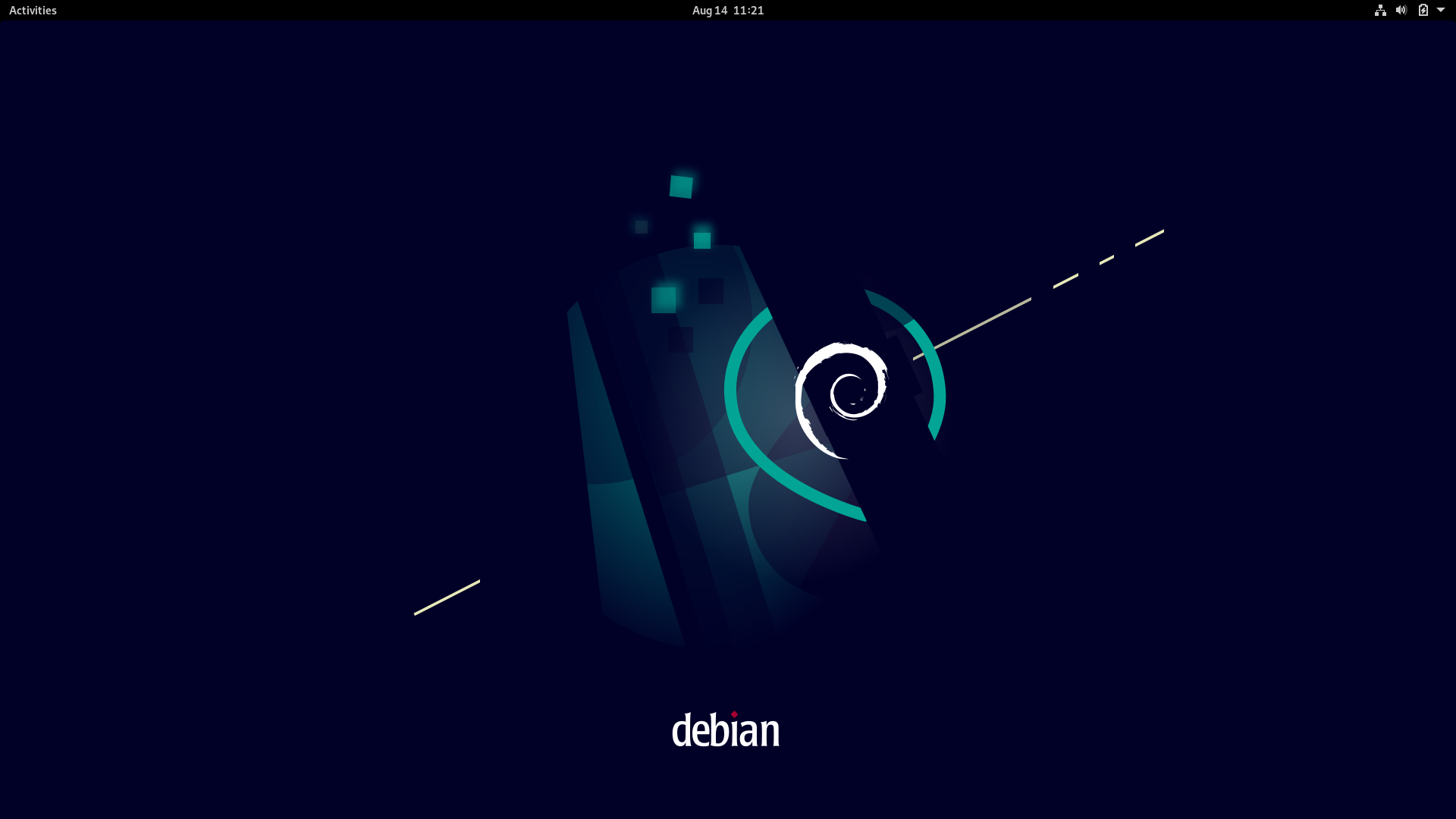
Debian 11

Ubuntu est basée sur la branche dite « instable » de Debian (surnommée Sid). L’architecture générale (dont le système de paquets APT) est donc celle de la distribution Debian.
La différence est que la convivialité générale (procédure d’installation, choix de logiciels par défaut, etc.) se fait parfois hors du cadre éthique de Debian. Réciproquement, les versions stables de Debian suivantes intègrent ou adaptent certaines des avancées mises en place pour Ubuntu.
Ubuntu mise sur l'utilisabilité. La distribution ne contient que les programmes nécessaires pour une utilisation courante. À partir de la version 7.04 (nom de code Feisty Fawn), le système d'installation inclut un assistant de migration depuis le système d'exploitation Windows et transfère les données personnelles (dossier Mes documents) ainsi que les fonds d'écran, les favoris internet, etc.
Dans un souci d'homogénéité et de performance globale du système, seules les applications GTK+ (pour le bureau GNOME) étaient proposées par défaut dans Ubuntu, alors qu'en 2021 le kit de développement de Google, Flutter, a été choisi pour le développement des nouvelles applications,. Ubuntu inclut aussi un système de mise à jour automatique pour corriger les bugs et les failles de sécurité.
Contrairement à la plupart des distributions Linux, le compte root ou administrateur est désactivé par défaut, ce qui permet de conserver un certain niveau de sécurité ; c'est donc l'utilisateur qui effectue les tâches administratives temporairement et pour une tâche déterminée avec les droits d'administrateur, en utilisant la commande sudo.

## Dépôts officiels
Ubuntu divise tous les logiciels en quatre sections, appelées « composants » ou encore « dépôts », en les classant par licences et par niveau de support utilisateur disponible. Par défaut, une sélection de paquets de main (principal) sera installée pour couvrir les besoins élémentaires de la majorité des utilisateurs :
- main (principal) : paquets sous licence considérée comme open source, et pour lesquels le support de Canonical est disponible ;
- restricted (restreint) : un ensemble de pilotes et de firmwares dont la licence n’est pas considérée comme libre ;
- universe (univers) : un grand choix de open source (développement communautaire sans l’intervention de Canonical) ;
- multiverse (multivers) : un ensemble de open source soumis à des restrictions légales (non supporté par Canonical).

Il existe cependant d'autres composants secondaires :
- security : mises à jour de sécurité ;
- updates : corrections de bogues importantes ;
- backport : dernières mises à jour issues de la version en développement ;
- commercial : applications réalisées par des entreprises partenaires de Canonical.

Un autre composant s'appelait medibuntu (« Multimedia, Entertainment and Distractions in Ubuntu », anciennement PLF) qui comprenait des paquets légaux en France, mais litigieux dans d’autres pays du fait de l'existence dans ceux-ci de brevets logiciels installables. Il a été fermé définitivement fin 2013 avec l'arrivée d'Ubuntu 13.10, après ne plus avoir été maintenu depuis plusieurs mois. À l'exception du support de la bibliothèque libdvdcss repris par VideoLAN, aucun remplaçant n'a été développé depuis, les logiciels étant soit présents dans les dépôts officiels, soit ayant des équivalents dans ces mêmes dépôts.

## Configuration système requise
Ubuntu prend officiellement en charge les plates- formes x86, AMD64 et EM64T. Le support officiel de la plate-forme PowerPC a été interrompu à partir de la version 7.04, ainsi que celui d'UltraSPARC (à partir de la version 8.04 LTS) et confié au support bénévole de la communauté. La version 12.04 d'Ubuntu prend également en charge l'architecture ARM.
| Version/Édition         | CPU               | Disque dur | RAM   | Carte vidéo  |
| ----------------------- | ----------------- | ---------- | ----- | ------------ |
| Bureau Ubuntu 18.04 LTS | Double cœur 2 GHz | 25 Go      | 2 Gio | VGA 1024x768 |
| Bureau Ubuntu 20.04 LTS | Double cœur 2 GHz | 25 Go      | 4 Gio | VGA 1024x768 |

Selon le type d'installation, une connexion internet est également nécessaire, un lecteur CD ou une carte mère capable de démarrer un système à partir d'une clé USB. La présence d'un processeur 64 bits peut nécessiter des exigences plus élevées. En général, la disponibilité d'une connexion Internet est également recommandée afin de permettre le téléchargement des dernières mises à jour dans les dernières étapes de l'installation. Une carte vidéo accélérée 3D est requise à la place pour l'interface utilisateur Unity, bien qu'il soit possible d'en utiliser une version 2D. Enfin, pour les ordinateurs plus anciens, une installation minimale du système Ubuntu est également disponible, même sans bureau graphique.

## Historique des versions
Toutes les versions d'Ubuntu sont estampillées d'un nom de code. La numérotation des versions est définie par sa date de sortie : le premier nombre correspond aux deux derniers chiffres des années (5 pour 2005, 14 pour 2014, 21 pour 2021…) et le second correspond au mois de la publication de la version stable (04 pour avril et 10 pour octobre). Ci-dessous listées toutes les versions sorties à ce jour.
Les versions stables d'Ubuntu sont synchronisées avec le développement de l’environnement de bureau GNOME. Ce dernier a un cycle de développement de six mois, et une version stable de GNOME est publiée chaque mois de mars et de septembre. Ubuntu est publié en version stable environ un mois après la sortie de la nouvelle branche de GNOME, soit aux mois d'avril et d'octobre. Exceptionnellement, un délai de six semaines a été ajouté au cycle de développement de Dapper Drake. Devant originellement sortir en avril 2006, cette version a été repoussée au 1er juin 2006 dans le but de la stabiliser au maximum (elle est la première à être officiellement proposée en entreprise) et d’y ajouter le support des langues à caractères complexes (en particulier les langues orientales).
En 2012, Canonial décide d’opérer un changement dans la gestion du support des mises à jour, alors que jusqu'à la version 12.10 le support était de 18 mois pour les versions non LTS, à partir de la version 13.04 le support se réduit à neuf mois. Canonical préférant privilégier l'extension de support ESM (Expanded Security Maintenance) sur les LTS.
Lors du développement, chaque version est identifiée par un nom de code en anglais formé d’un adjectif et d’un nom d’animal ayant la même lettre initiale en anglais. Par exemple, la version 5.10, ayant pour nom de code Breezy Badger, est couramment désignée par le surnom Breezy. À partir de la version 6.06 Dapper Drake, première version LTS, les lettres initiales des noms de versions respectent l'ordre alphabétique et leur position chronologique (D est la 4e lettre de l'alphabet comme Dapper est la 4e version d'Ubuntu et ainsi de suite).
| Version                                                                                                | Nom de code      | Date de publication | Date d’obsolescence | Date d’obsolescence | Date d’obsolescence | Date d’obsolescence | Version du noyau |
| Version                                                                                                | Nom de code      | Date de publication | Bureau              | Serveur             | Support ESM         | Support Legacy      | Version du noyau |
| --- | ---------------- | ------------------- | ------------------- | ------------------- | ------------------- | ------------------- | ---------------- |
| 6.06 LTS                                                                                               | Dapper Drake     | 1er juin 2006       | 14 juillet 2009     | 1er juin 2011       |                     |                     | 2.6.15           |
| 8.04 LTS                                                                                               | Hardy Heron      | 24 avril 2008       | 12 mai 2011         | 9 mai 2013          |                     |                     | 2.6.24           |
| 10.04 LTS                                                                                              | Lucid Lynx       | 29 avril 2010       | 9 mai 2013          | 30 avril 2015       |                     |                     | 2.6.32           |
| 12.04 LTS                                                                                              | Precise Pangolin | 26 avril 2012       | 28 avril 2017       | 28 avril 2017       | 26 avril 2019       |                     | 3.2.0            |
| 14.04 LTS                                                                                              | Trusty Tahr      | 17 avril 2014       | 25 avril 2019       | 25 avril 2019       | 25 avril 2024       | 25 avril 2026       | 3.13.0           |
| 16.04 LTS                                                                                              | Xenial Xerus     | 21 avril 2016       | 30 avril 2021       | 30 avril 2021       | 23 avril 2026       | 23 avril 2028       | 4.4              |
| 18.04 LTS                                                                                              | Bionic Beaver    | 26 avril 2018       | 31 mai 2023         | 31 mai 2023         | 26 avril 2028       | 26 avril 2030       | 4.15             |
| 20.04 LTS                                                                                              | Focal Fossa      | 23 avril 2020       | 29 mai 2025         | 29 mai 2025         | 23 avril 2030       | 23 avril 2032       | 5.4              |
| 22.04 LTS                                                                                              | Jammy Jellyfish  | 21 avril 2022       | 21 avril 2027       | 21 avril 2027       | 21 avril 2032       | 21 avril 2034       | 5.15             |
| 24.04 LTS                                                                                              | Noble Numbat     | 26 avril 2024       | 26 avril 2029       | 26 avril 2029       | 26 avril 2034       | 26 avril 2036       | 6.8              |
| Légende:- Version obsolète - Ancienne version, toujours maintenue - Version actuelle - Version à venir |                  |                     |                     |                     |                     |                     |                  |

Frise chronologique des versions LTS actuellement maintenues par Canonical et la communauté Ubuntu
- Les versions LTS ont un support long terme pendant cinq ans depuis la version 12.04 LTS (les anciennes versions avaient un support de trois ans)
  - L'extension ESM permet d'étendre le support d'une LTS à  cinq ans de plus depuis la version 14.04 LTS (la version 12.04 LTS avait une extension ESM de deux ans)
  - L'extension Legacy permet d'étendre le support de deux années supplémentaire à l'extension ESM
- Les versions non LTS ont un support pendant huit mois depuis la version 13.04 (les anciennes versions avaient un support sur 18 mois).

## Variantes officielles
Les variantes reconnues par Canonical sont listées sur le site officiel du projet. Aux nombres de dix, les variantes officielles peuvent accéder à des ressources mises à leur disposition par Canonical mais doivent s'aligner sur le rythme de sortie des versions officielles (en avril et octobre). Depuis la version 23.04, toutes les variantes intègrent par défaut la logithèque Snap (les Flatpak peuvent être installés à postériori). 
Les variantes permettent d'utiliser une autre Interface graphique que GNOME (par défaut avec Ubuntu) ou d'utiliser une distribution destinée à un usage spécifique.
| Variante officielle | Description | Capture d'écran |
| ------------------- | --- | --------------- |
|                     | Edubuntu est conçue pour être utilisée dans le monde de l'éducation, notamment par les enseignants et les étudiants. Elle inclut un écosystème de logiciels d'apprentissage et d'outils éducatifs. |                 |
|                     | Kubuntu intègre l'environnement de bureau KDE et Plasma. Elle dispose de deux gestionnaires de paquets. Hautement personnalisable, elle permet une intégration facile entre un PC et un smartphone (ou tablette) grâce à KDE Connect.                                                                                           |                 |
|                     | Lubuntu intègre l'environnement de bureau LXQt. Celui-ci utilise peu de ressources système et permet à cette variante d'être installée sur des machines plus anciennes. |                 |
|                     | Ubuntu Budgie intègre l'environnement de bureau Budgie. |                 |
|                     | Ubuntu Cinnamon intègre l'environnement de bureau Cinnamon, elle offre une expérience traditionnelle. Le bureau permet des options de personnalisation approfondies et l'ajout de modules complémentaires. |                 |
|                     | Ubuntu Kylin est née d'un accord entre Canonical et le ministère de l'industrie et des technologies de l'information en Chine. Elle est adaptée aux besoins des utilisateurs chinois et intègre l'environnement de bureau UKUI. Elle utilise peu de ressources système, et peut être installée sur des machines plus anciennes. |                 |
|                     | Ubuntu MATE intègre l'environnement de bureau MATE (dérivé de GNOME 2). Un bureau traditionnel, avec des exigences modestes et convient au matériel plus ancien. |                 |
|                     | Ubuntu Studio est pré-configurée pour la création de contenus multimédia. Destinée aux ingénieurs du son, musiciens, graphistes, photographes, producteurs vidéo ou streamers. |                 |
|                     | Ubuntu Unity intègre l'environnement de bureau Unity. Dispose de plusieurs fonctionnalités comme un HUD, le menu global. Possède un haut niveau de personnalisation grâce à l'outil Unity Tweak et Compiz. |                 |
|                     | Xubuntu intègre l'environnement de bureau Xfce et dispose d'une liste étendue d'options de personnalisation. Utilisant peu de ressources système, elle peut être installée sur des machines plus anciennes. |                 |

## Communauté
Tous les utilisateurs peuvent contribuer à Ubuntu en aidant à son développement, par exemple en signalant ou en corrigeant des bogues, en soumettant des idées ou en aidant de nouveaux utilisateurs sur les forums. Certaines de ces activités sont parrainées par Canonical. En effet, elle coordonne la formation d'équipes nationales de soutien, de développement et d'assistance appelées « Local Community Team » (aussi appelée « LoCo Team ») fournissant matériel, assistance et hébergement gratuit.
De plus, une réunion entre tous les développeurs se tient dans l'Ubuntu Developer Summit (UDS) pour planifier chaque nouvelle version. Le sommet est ouvert à tous et offre une opportunité de collaboration physique plutôt qu'en ligne.
Les principales activités de collaboration sont :
- Développement : dans le framework Launchpad chaque programmeur peut insérer des fonctionnalités ou développer le code de chaque application en utilisant le système de contrôle de version Bazaar ;
- Documentation : les applications peuvent être documentées dans leur propre langue via des forums internationaux ou locaux ou via Launchpad (avec le projet Rosetta) ;
- Traduction : à travers des forums internationaux ou locaux ou via Launchpad vous pouvez contribuer à la traduction des applications ;
- Support : Les nouveaux utilisateurs peuvent obtenir du support via Launchpad ou sur les forums ;
- Nouvelles idées (Idea Pool) : via Launchpad ou sur le site international, il est possible de demander de nouvelles fonctionnalités ou des demandes spéciales sur de nouvelles options dans les futures versions d'Ubuntu. Les développeurs utilisent les astuces pour concevoir les futures fonctionnalités de la distribution. Depuis février 2008, le site « Ubuntu brainstorm » a été mis en place, qui recueille les idées, souhaits et suggestions des utilisateurs du système.

Lors des événements communautaires, les groupes d'utilisateurs Linux informent, aident techniquement et bénévolement les utilisateurs de logiciels libres,,. Ubuntu organise des événements mondiaux appelés Ubuntu Party,,sous forme de conférences, démonstrations, ateliers et stands assurés par les GUL et tous les développeurs d'open source volontaires. L'Ubuntu Party de Paris a lieu semestriellement régulièrement depuis 2006.
Depuis 2006, l'association Ubuntu-fr propose une documentation et un forum pour les utilisateurs francophones d'Ubuntu. 
La Fondation Shuttleworth est relayée en France par les travaux de philosophes comme Barbara Cassin et Philippe-Joseph Salazar.

## Envoi de CD
ShipIt était le service de Canonical qui permettait l'envoi gratuit de CD de la dernière version d'Ubuntu (Desktop ou Serveur). Ce service était principalement destiné aux personnes ne disposant pas de ligne à haut débit. Les frais de port étaient pris en charge par Canonical, qui recommandait pour cette raison de commander jusqu'à 5 CD dans le même paquet, les frais d'envoi étant quasi identiques (les architectures pouvaient être panachées, 32 ou 64 bits, ainsi que les interfaces utilisateur, à l'époque Gnome ou KDE). Cependant, du fait de sa popularité, Canonical mit fin au service le 5 avril 2011, laissant dès lors les utilisateurs s'organiser entre eux, puisqu'une masse critique était atteinte. Canonical continue toutefois de vendre des packs de CD à des prix très faibles.
L'attente pour recevoir le CD était théoriquement de deux à trois semaines environ, mais pouvait prendre jusqu'à dix semaines en fonction de l'adresse de livraison. En France, il fallait compter une semaine entre la commande et la livraison.
Pour les personnes qui souhaitaient une livraison personnalisée (c'est-à-dire plus d'un CD-ROM par commande), l'attente pouvait atteindre plus de vingt semaines, dans les cas les plus rares.

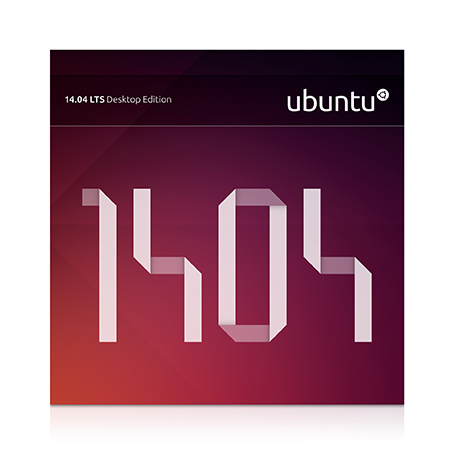
Livret du CD d’Ubuntu 14.04 LTS Trusty Tahr
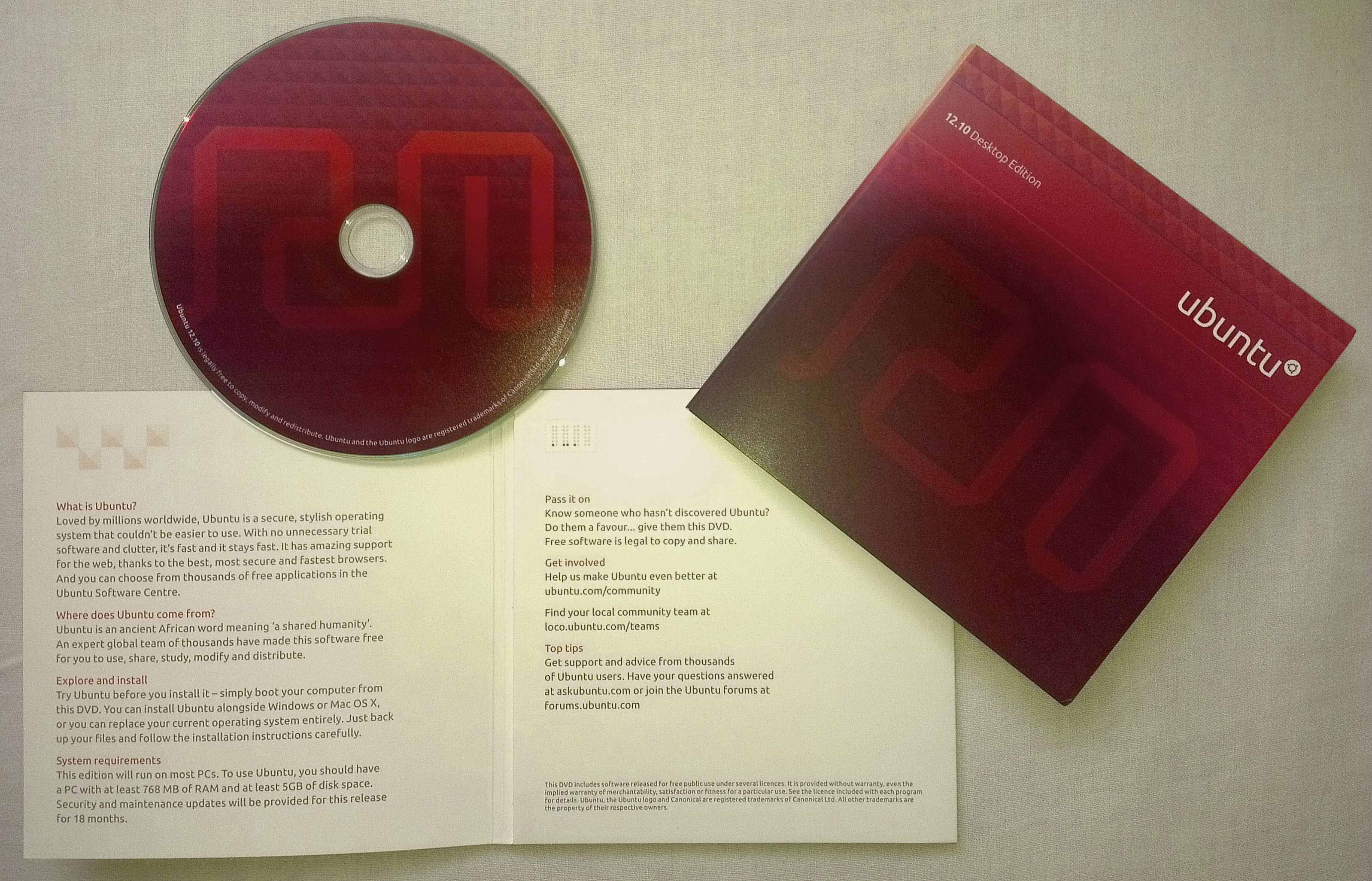
Livret du CD d’Ubuntu 12.10 Quantal Quetzal
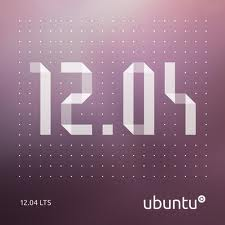
Livret du CD d'Ubuntu 12.04 LTS The Precise Pangolin
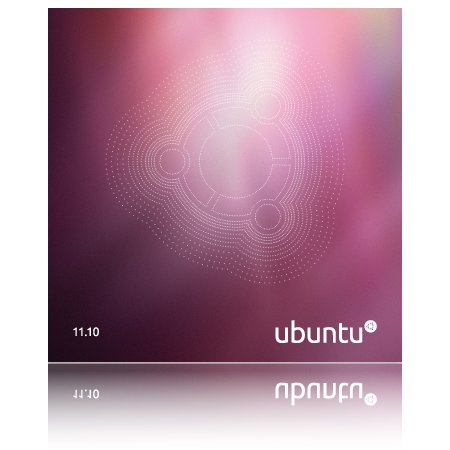
Livret du CD d’Ubuntu 11.10 Oneiric Ocelot
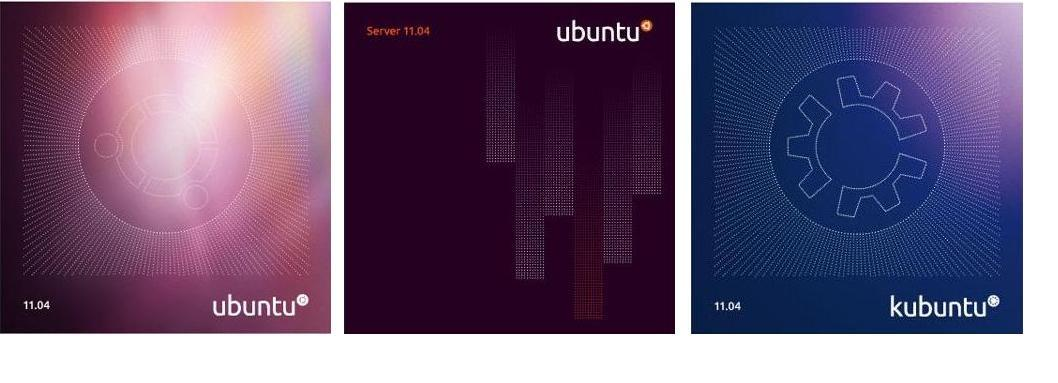
Livrets des CD d’Ubuntu 11.04 The Natty Narwhal
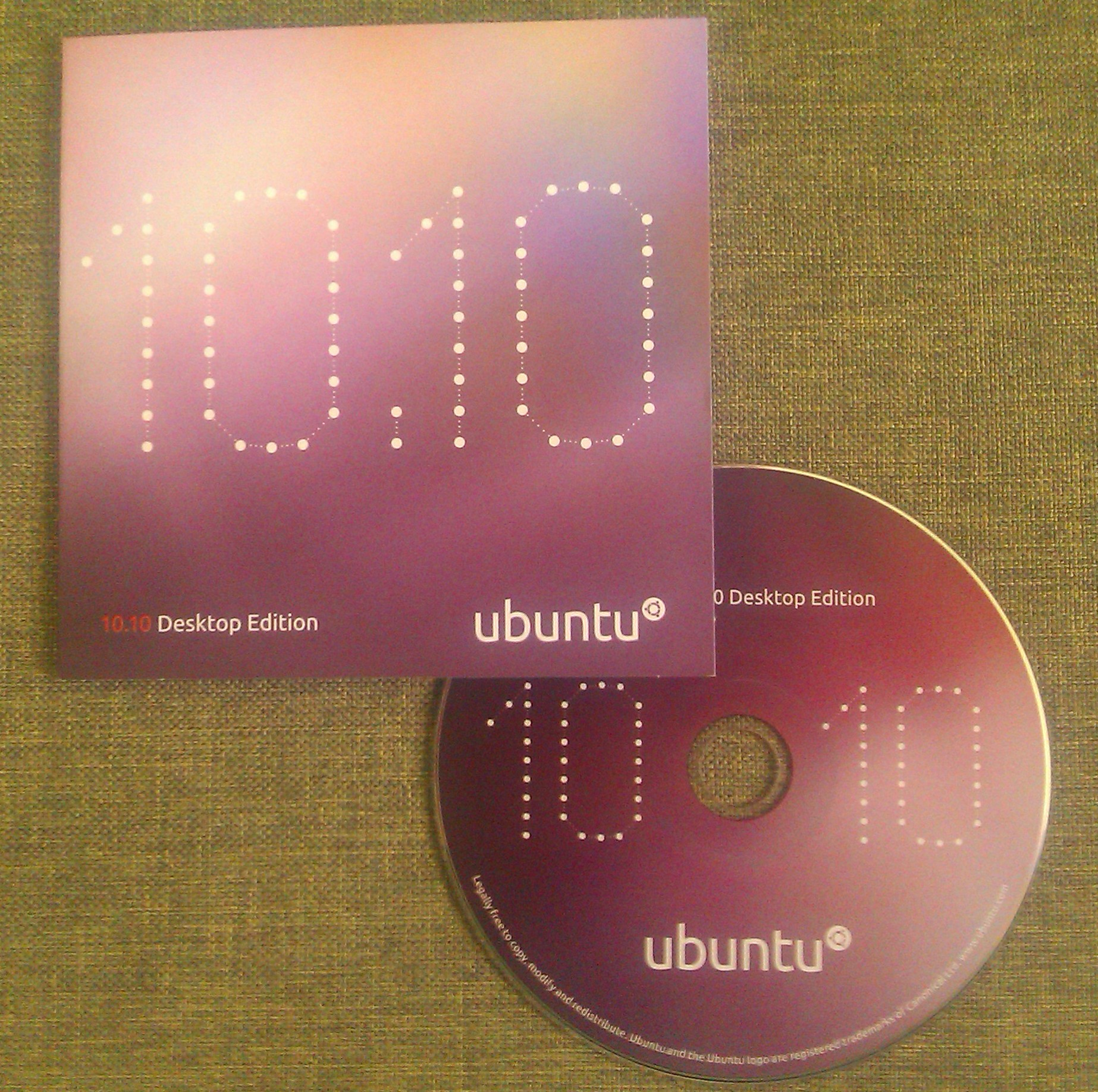
Livret du CD d’Ubuntu 10.10 Maverick Meerkat
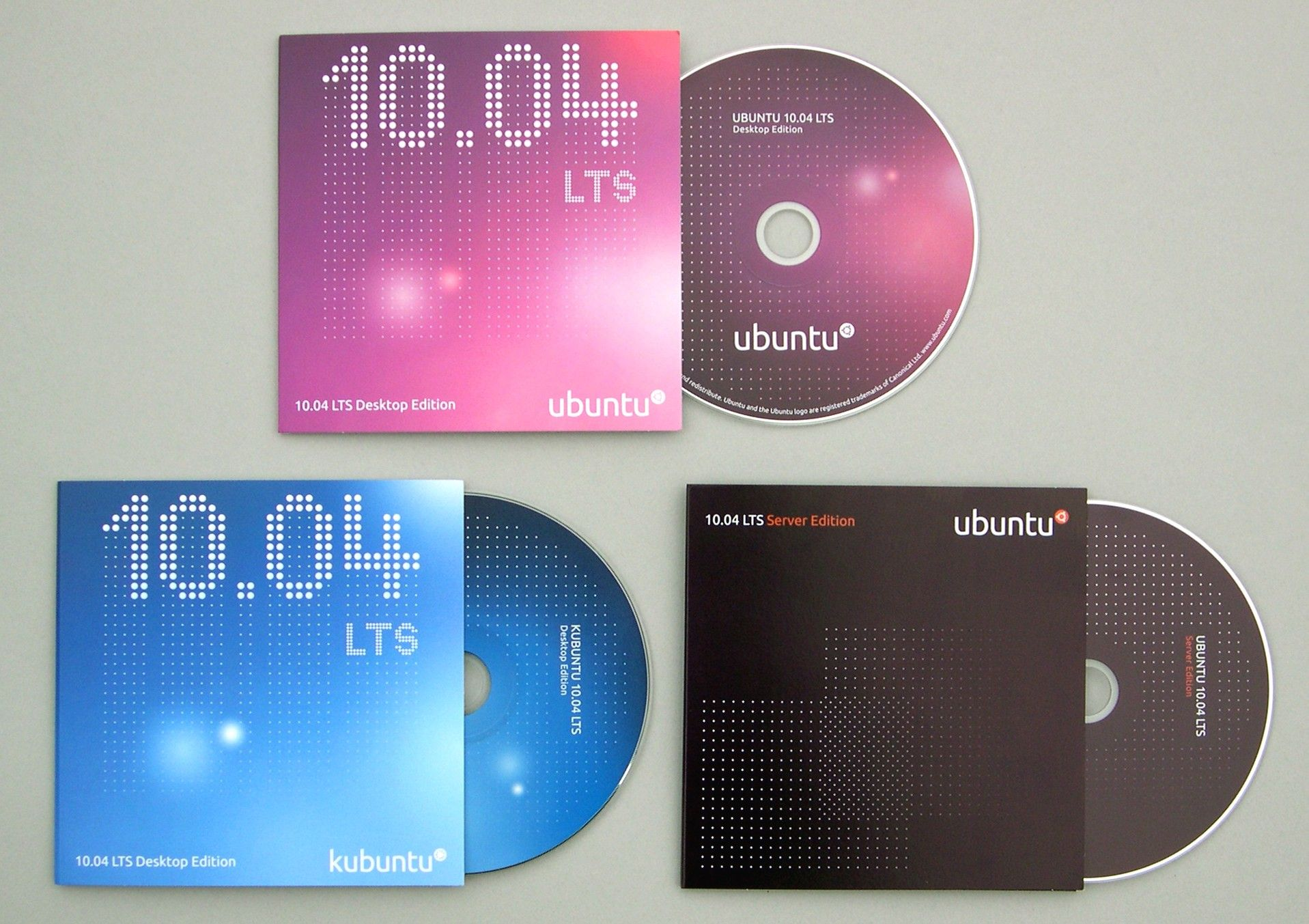
Livrets des CD d’Ubuntu 10.04 LTS Lucid Lynx
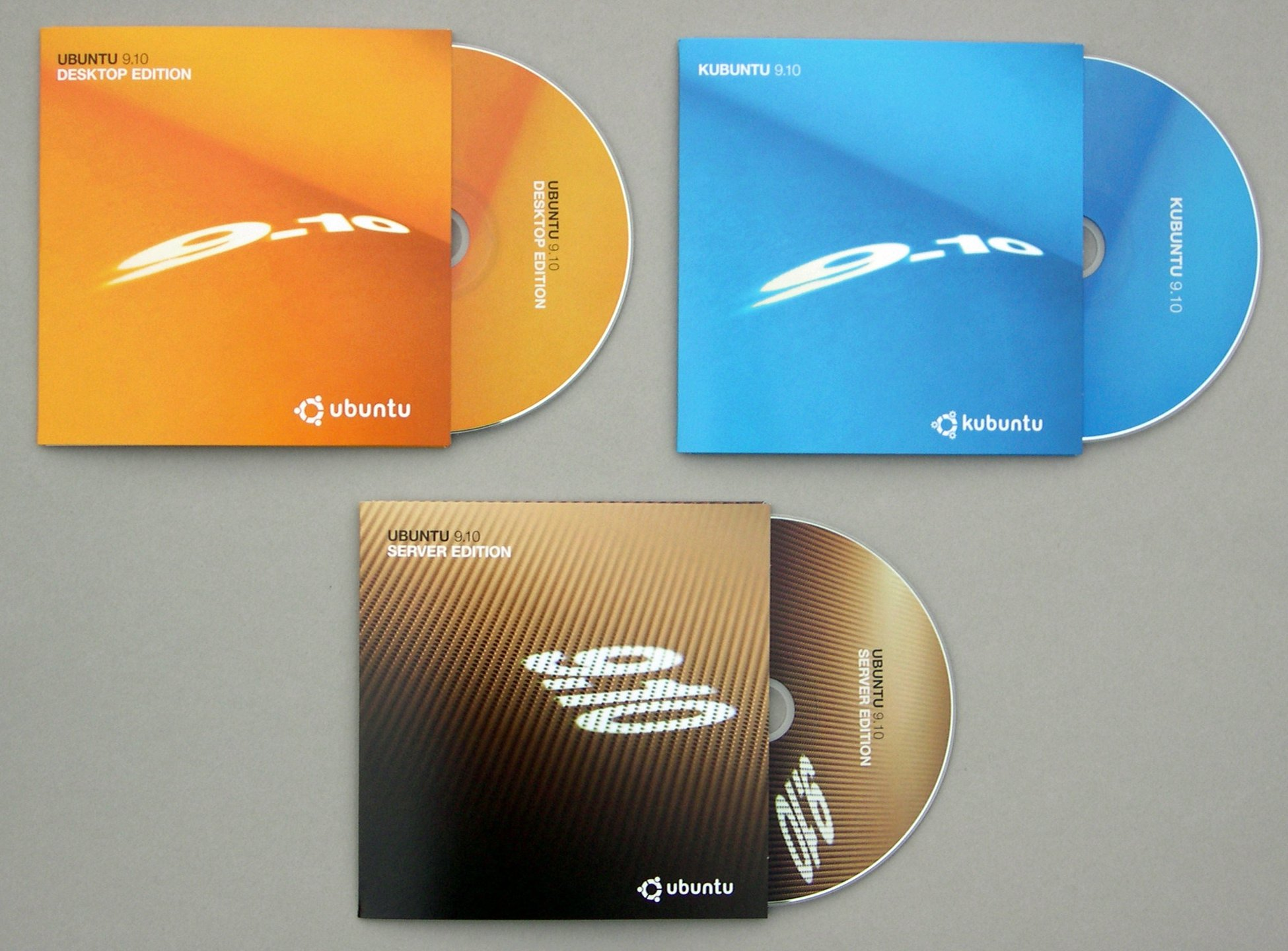
Livrets des CD d’Ubuntu 9.10 Karmic Koala
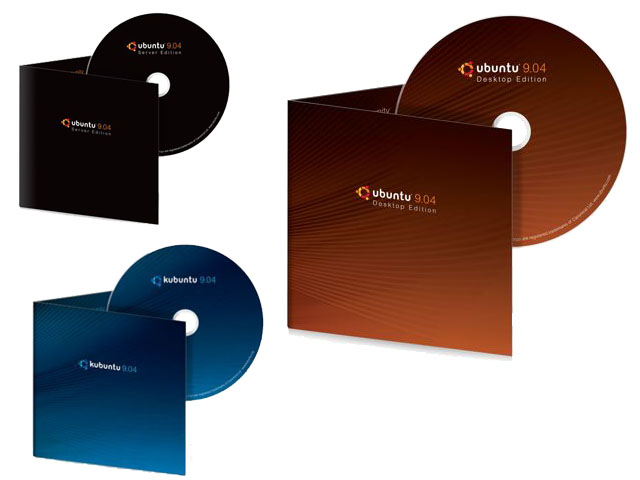
Livrets des CD d’Ubuntu 9.04 Jaunty Jackalope
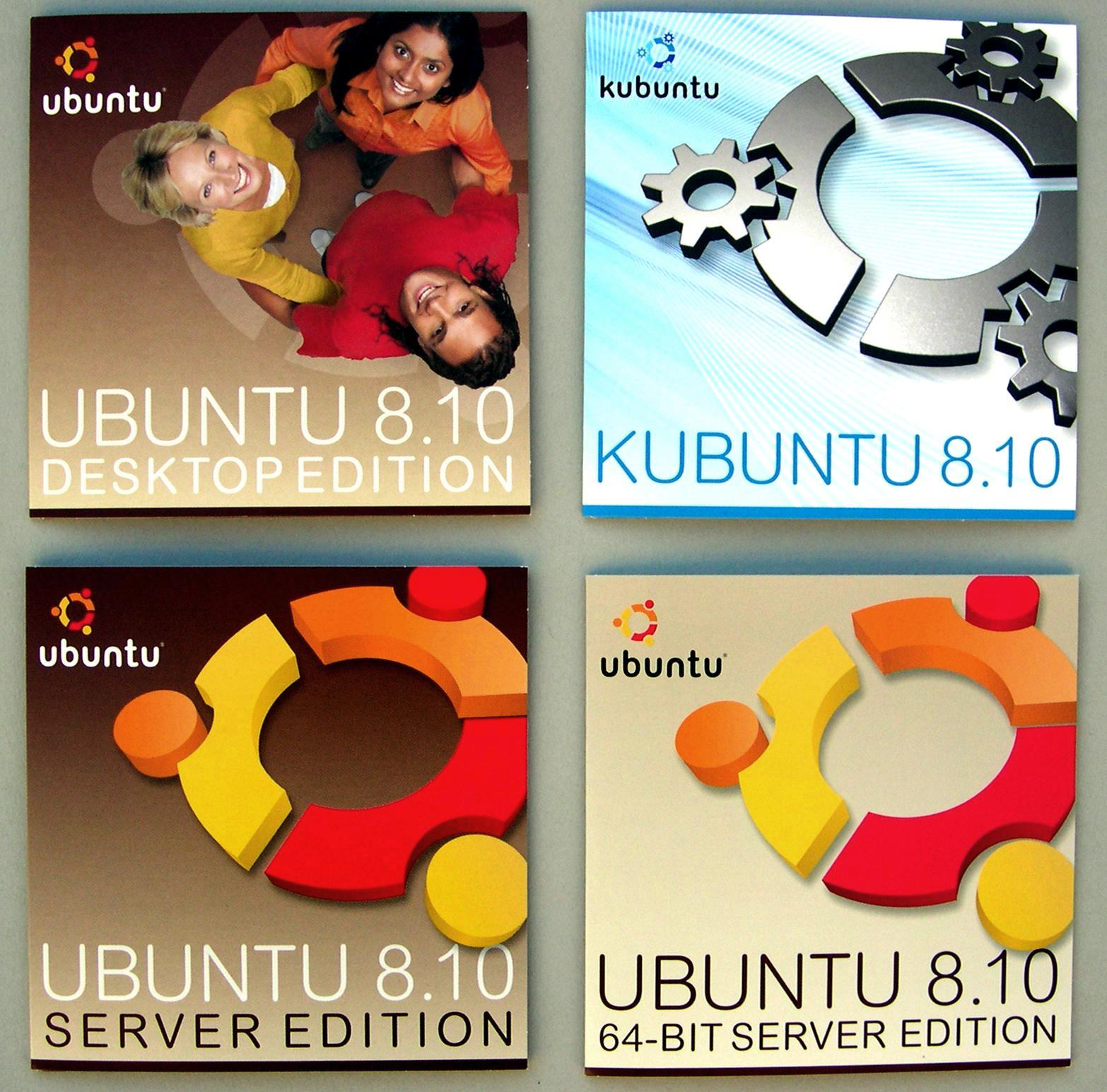
Livrets des CD d’Ubuntu 8.10 Intrepid Ibex
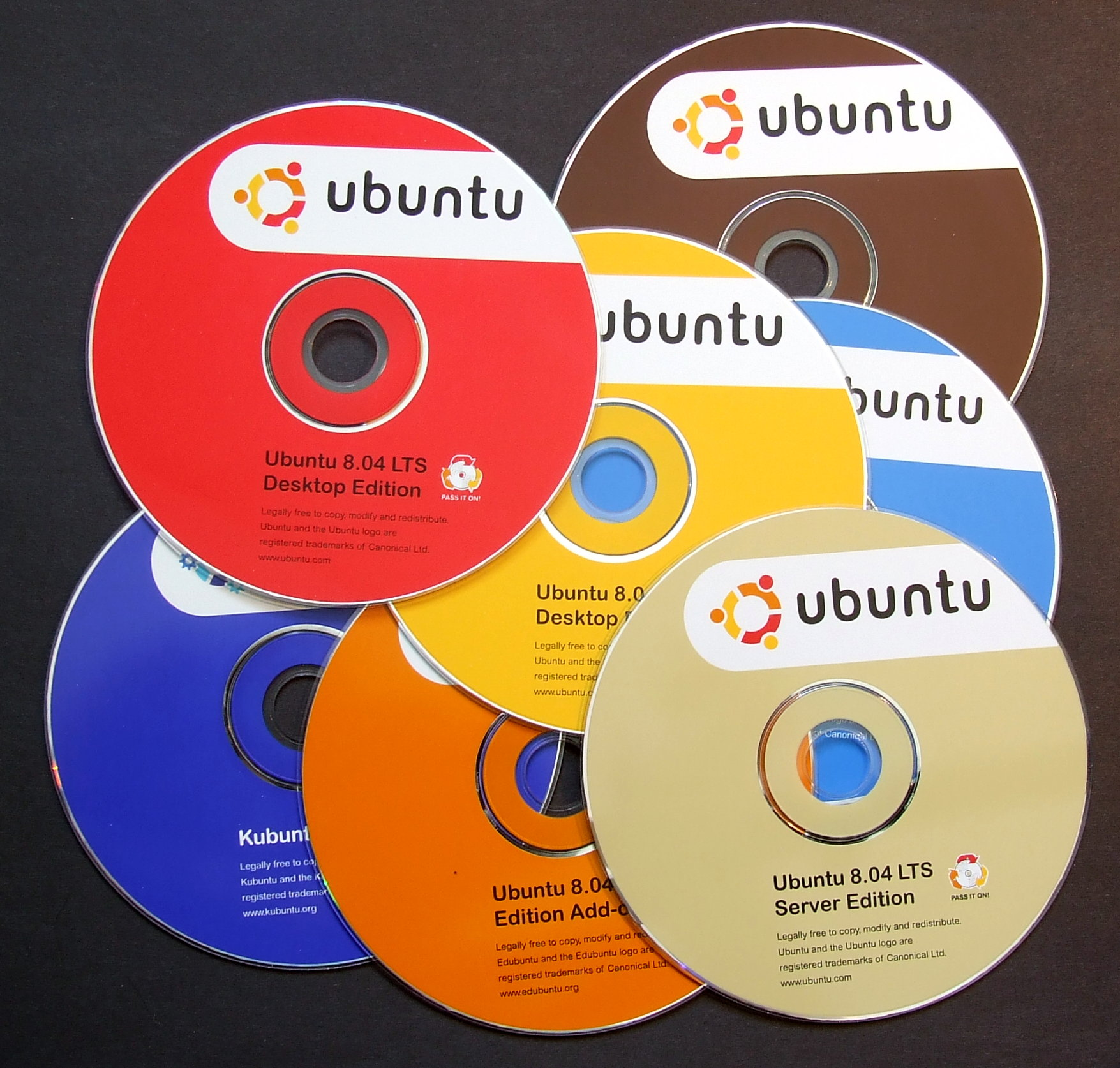
CD d’Ubuntu 8.04 LTS Hardy Heron
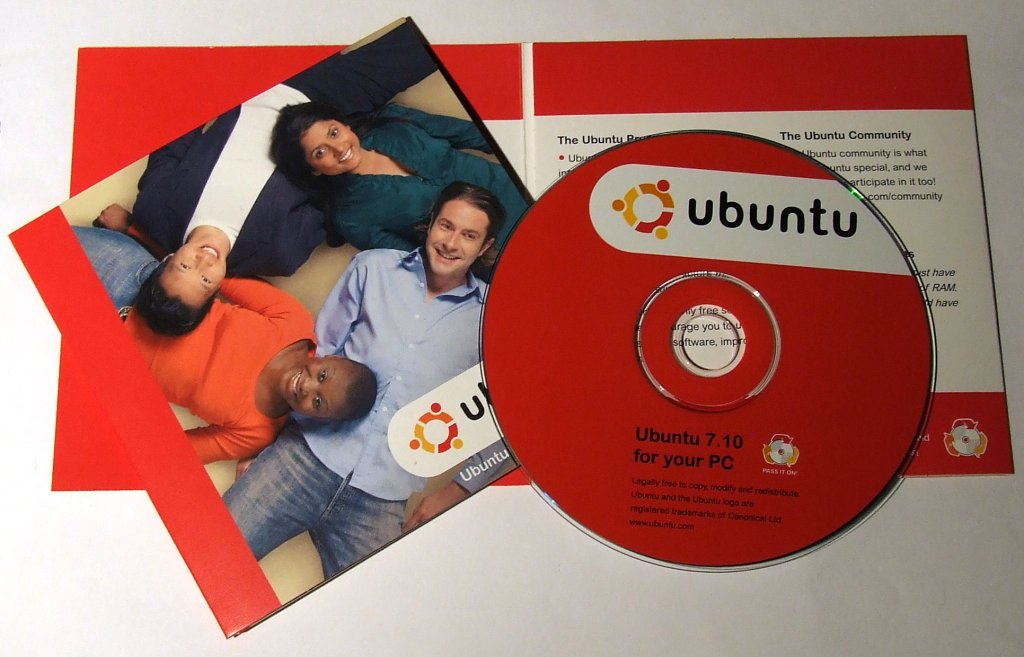
CD d’Ubuntu 7.10 Gutsy Gibbon
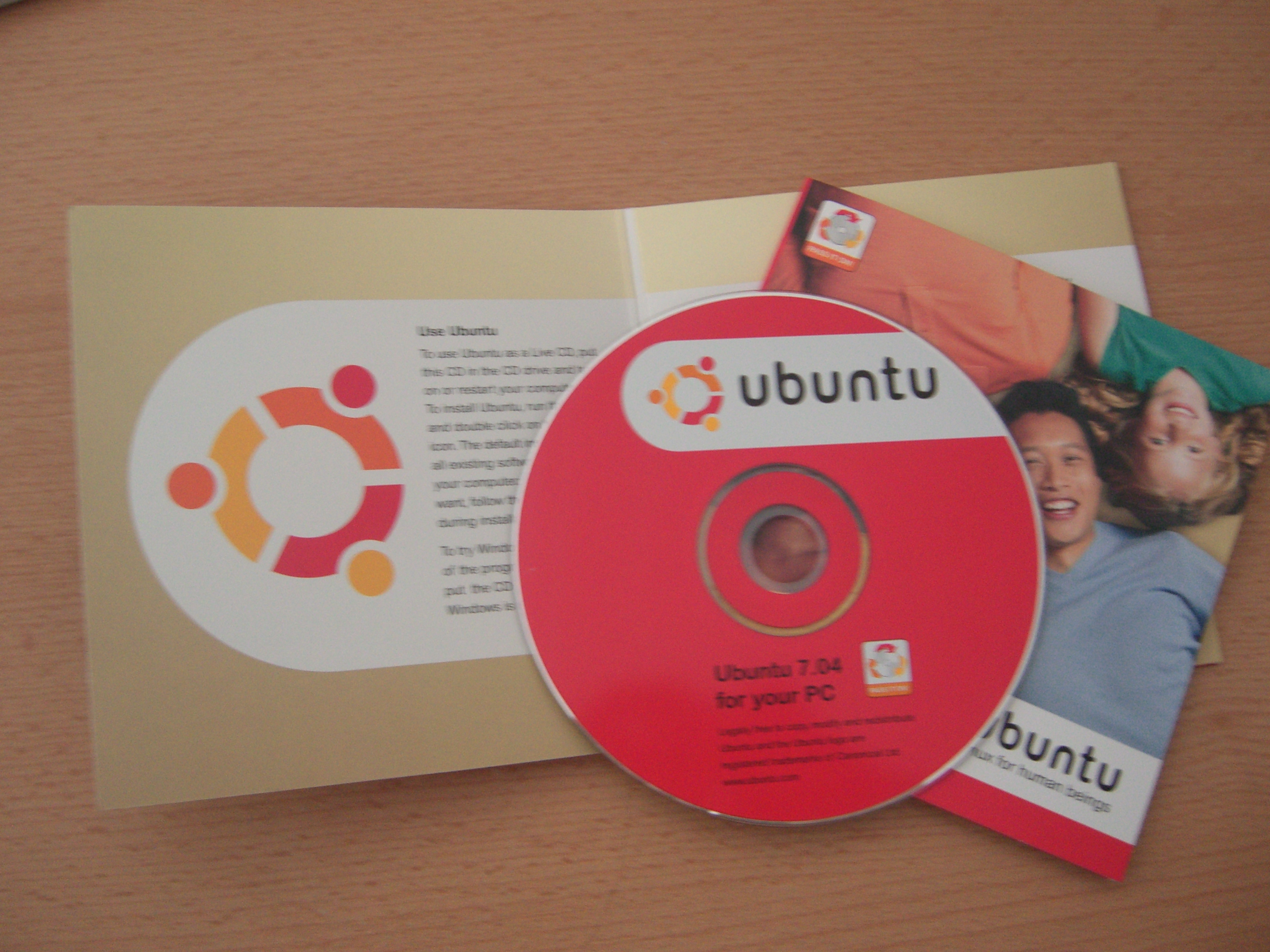
CD d’Ubuntu 7.04 Feisty Fawn
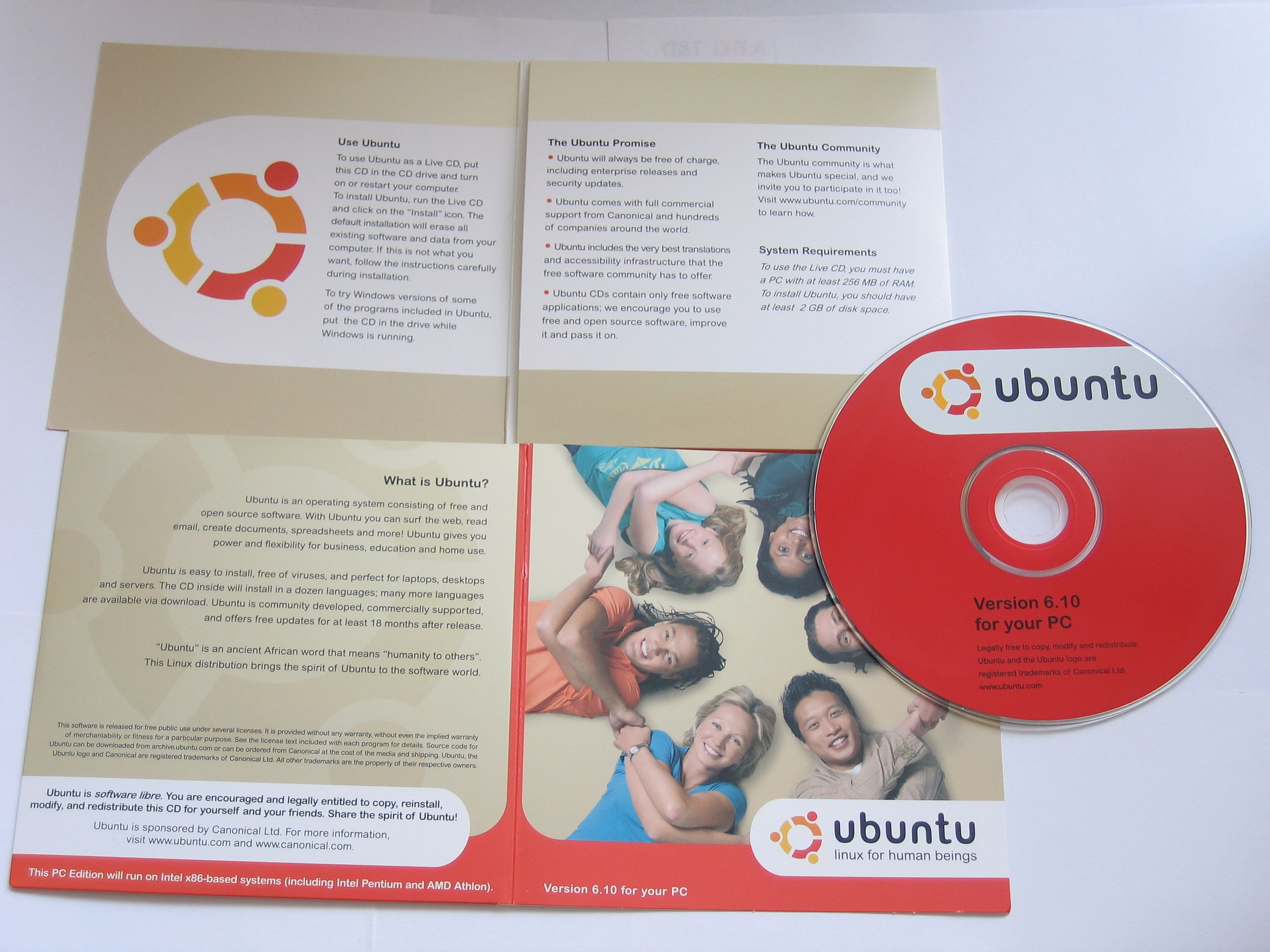
CD d’Ubuntu 6.10 Edgy Eft
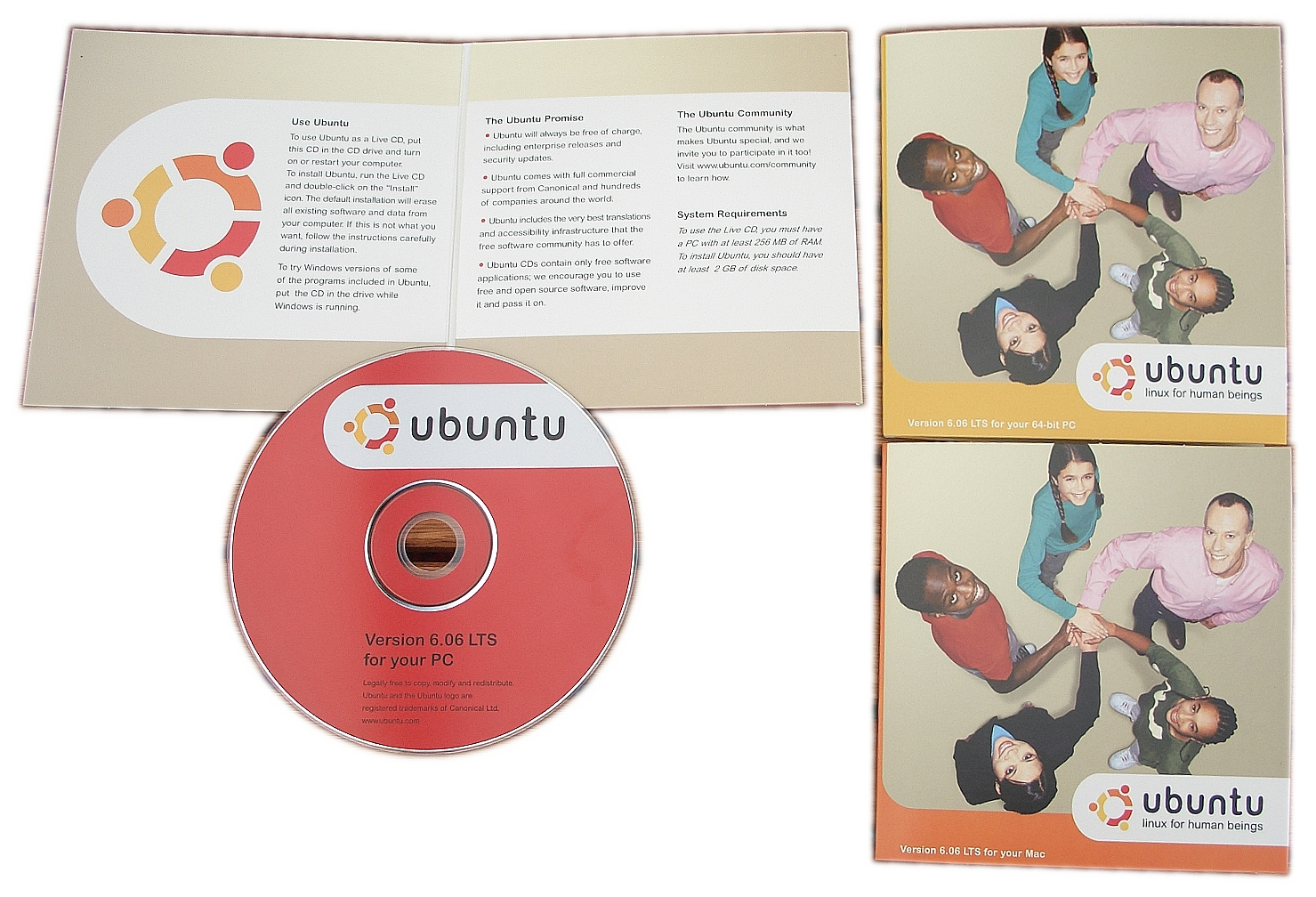
CD d’Ubuntu 6.06 LTS Dapper Drake
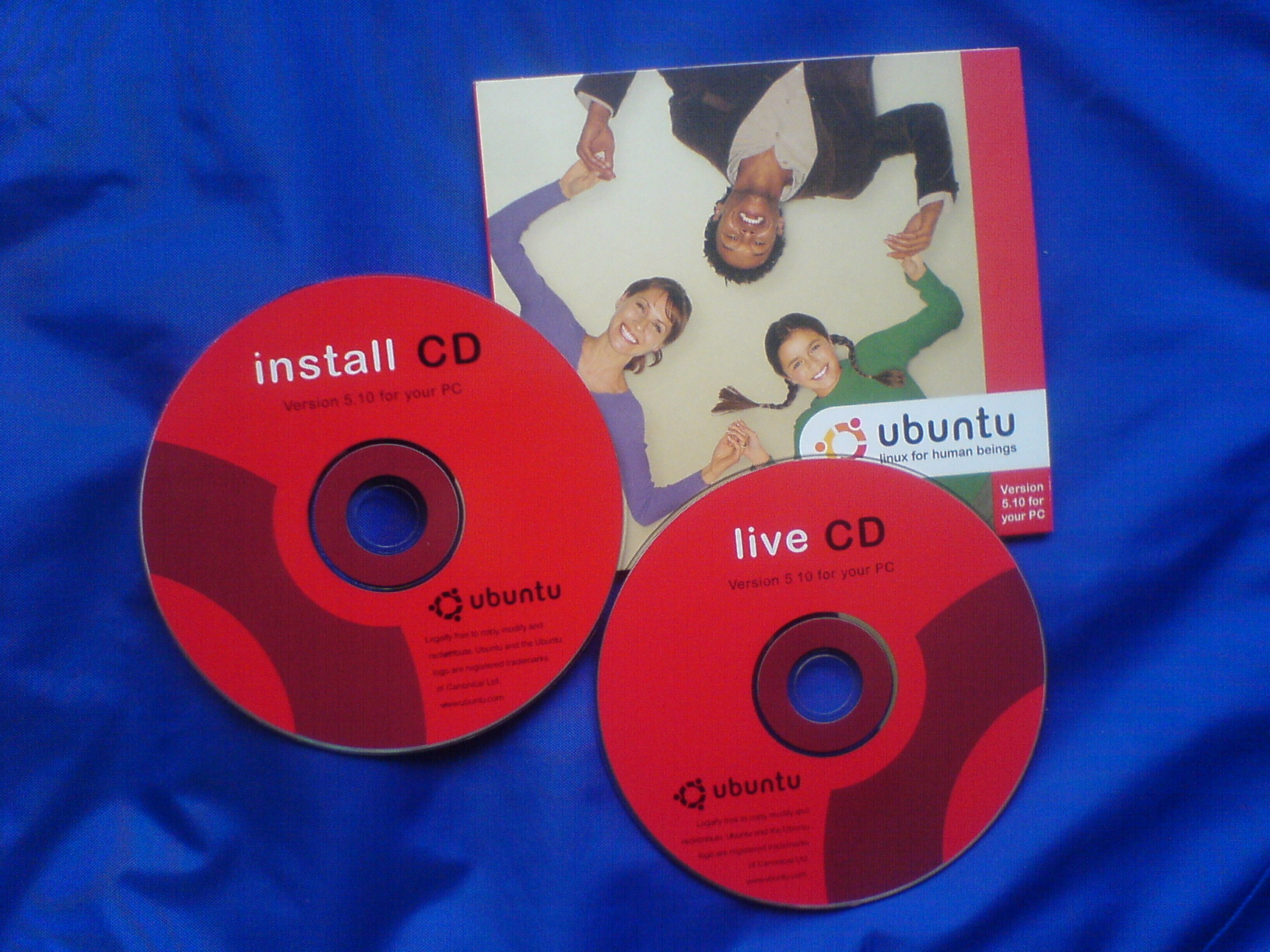
CD d’Ubuntu 5.10 Breezy Badger
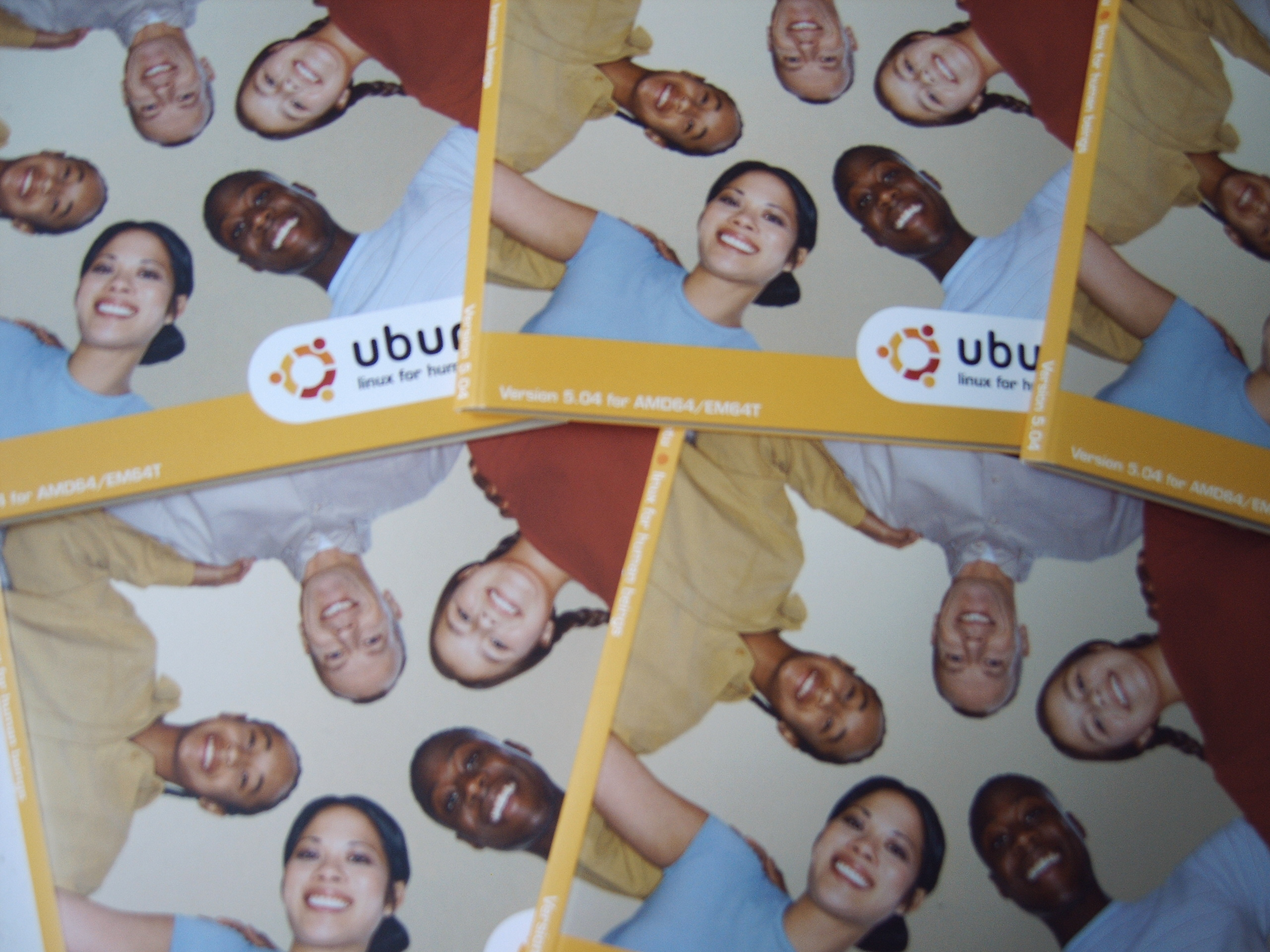
Livrets des CD d’Ubuntu 5.04 Hoary Hedgehog
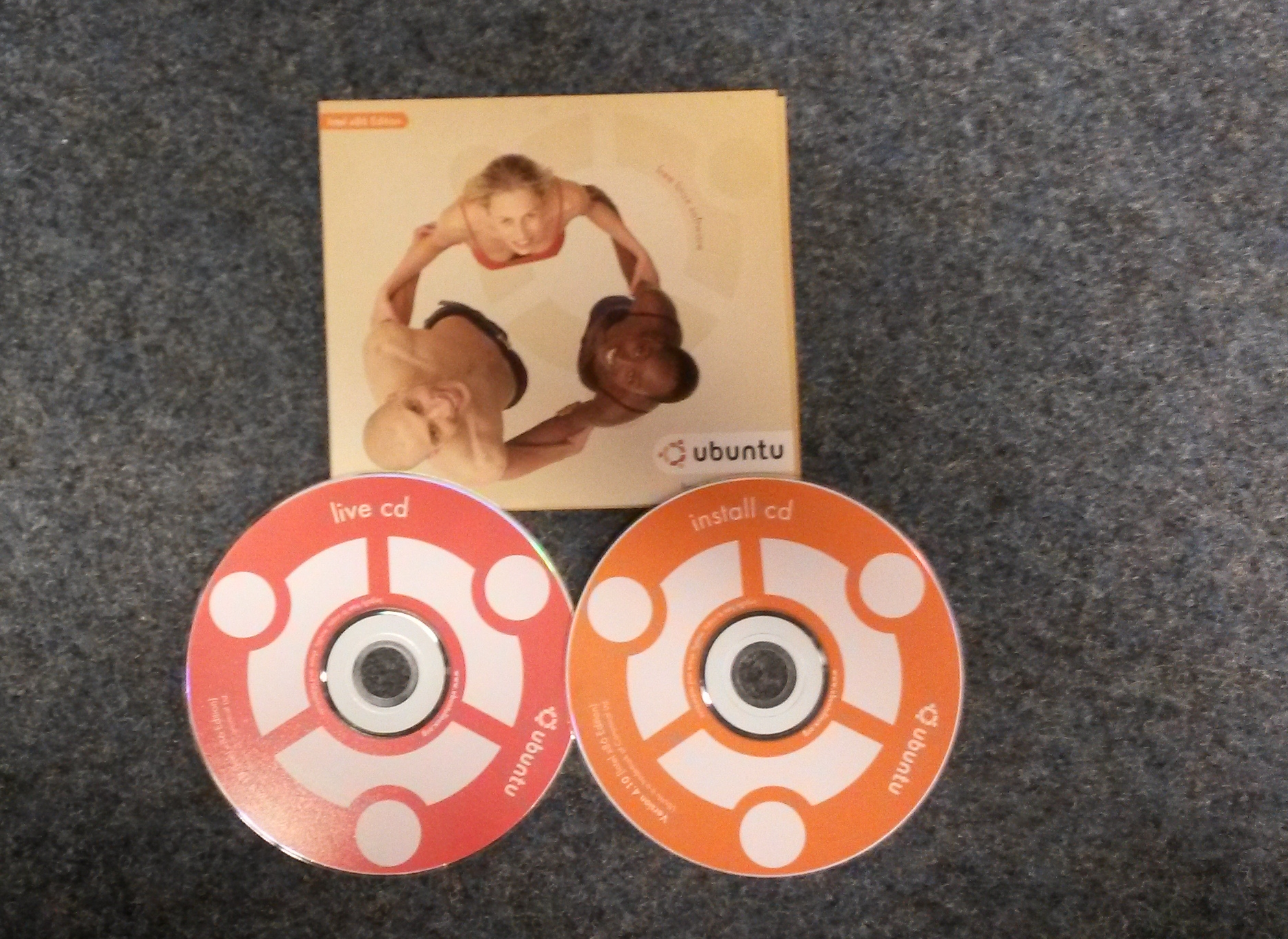
Livret et les CD (live et install) d'Ubuntu 4.10 Warty Warthog

## Projets abandonnés
Si Ubuntu a été créé sous forme de distribution pour les ordinateurs de bureau, ordinateurs portables et les serveurs, il était question d'un écosystème Ubuntu. Cependant, avec l'abandon d'Ubuntu Touch, Canonical compte se recentrer sur les ordinateurs de bureau, ordinateurs portables et les serveurs.
- Ubuntu pour Android était un projet de Canonical qui visait à lancer le système d'exploitation Ubuntu classique sur les téléphones disposant d'Android[77]. Le système avait pour objectif de fonctionner en parallèle d'Android, pour permettre, lors d'une utilisation en tant que téléphone, d'utiliser Android, et lors d'une utilisation avec l'aide d'un dock, d'un clavier, d'une souris et d'un écran, d'utiliser le système d'exploitation Ubuntu. Les 2 OS fonctionneraient en parallèle, sans redémarrage de la machine. Le projet n'a pas fait d'annonce depuis novembre 2012, mais était maintenu parallèlement à Ubuntu Touch qui, lui, est un système d'exploitation à part entière pour smartphone et tablette tactile[78]. Fin avril 2014, Canonical confirme que le projet est mis en sommeil faute de partenaires, afin de se concentrer sur Ubuntu Touch[79].

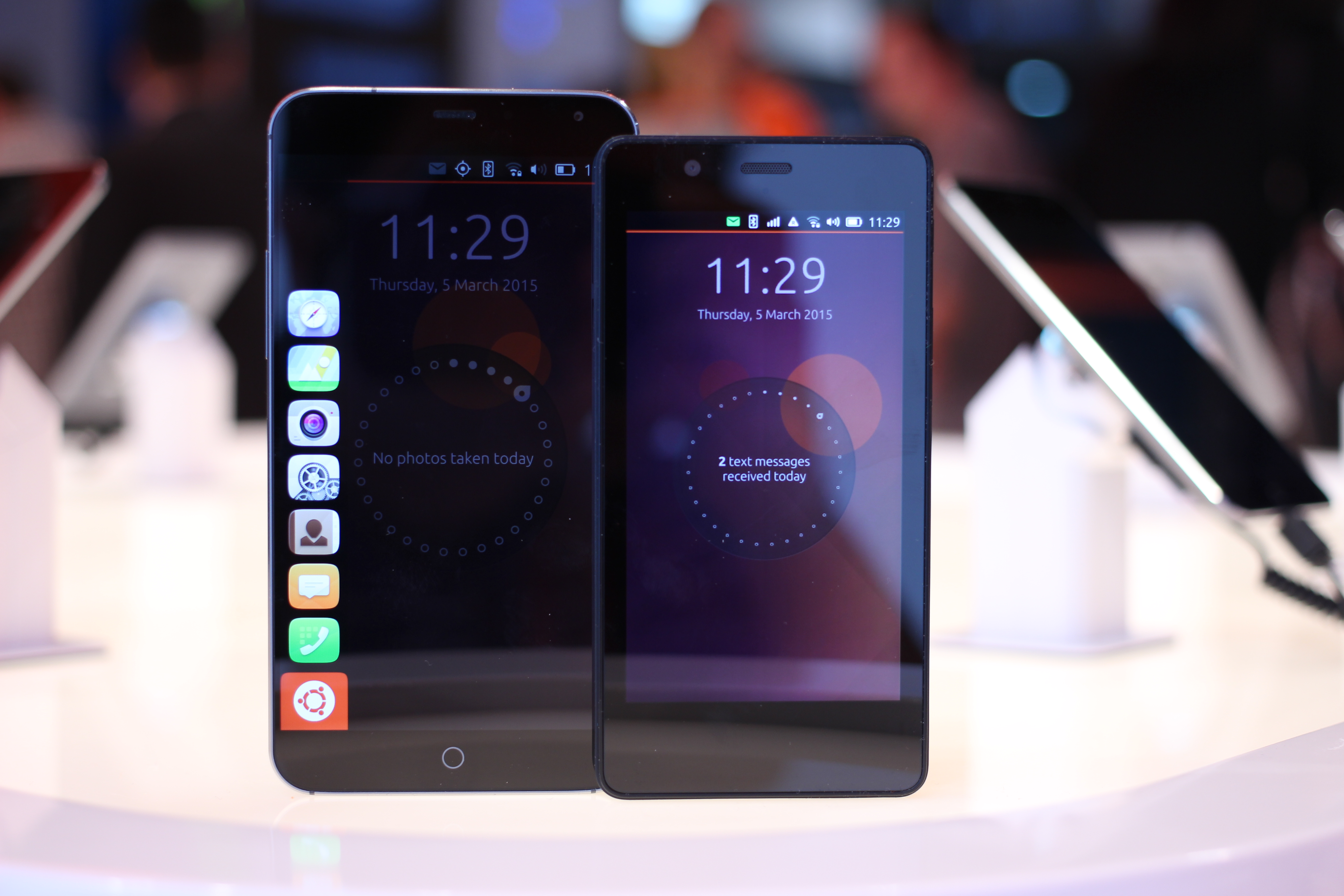
Deux modèles de smartphone sous Ubuntu Touch.

- Ubuntu Touch était une version d'Ubuntu destinée aux smartphones et a été dévoilée le 2 janvier 2013. Cette version possède une interface pour écrans tactiles qui donne beaucoup d'importance à l'usage des bords de l'écran pour libérer de l'espace, propose une intégration d'applications développées en HTML 5, et permet également l'usage du téléphone comme station de travail à l'image de Ubuntu pour Android. Canonical cherche dès le début de l'année 2013 à attirer des fabricants afin de livrer le nouveau système d'exploitation nativement sur leurs produits vers la fin de l'année. Cependant, en février 2013, l'entreprise a annoncé que les smartphones sous Ubuntu ne seraient réellement disponibles qu'au premier trimestre 2014[80]. Le 19 février 2013, Canonical a présenté une version d'Ubuntu destinée aux tablettes tactiles, optimisée pour le multitâches[81].

- Ubuntu Edge : pendant l'été 2013, la société Canonical a tenté de lancer son propre smartphone, l'Ubuntu Edge, qui aurait utilisé Ubuntu Touch, avec des résultats mitigés : si le téléphone n'a pas réussi à trouver son financement via le financement participatif (entre autres à cause de montants à atteindre trop ambitieux), l'entreprise a pu se faire reconnaître comme un acteur majeur dans le monde de Linux, d'Android et des smartphones. Finalement, le smartphone Ubuntu Edge est mort-né en 2013, et le projet Ubuntu Touch est abandonné en avril 2017. Il est cependant repris par la communauté sous le nom d'UBports.

- Ubuntu TV : Canonical, l’éditeur de la distribution Linux Ubuntu, a officialisé à l'occasion du Consumer Electronics Show 2012 de Las Vegas son entrée sur le marché de la télévision connectée[82]. Cette version ne s'est jamais vraiment démocratisée.

## Distributions dérivées (non maintenues par Canonical)
D'autres dérivés sont apparus afin de pouvoir bénéficier d’autres environnements graphiques, et sont le résultat d'un ajout de logiciels dont le but est de convenir pour une utilisation particulière. Ces projets sont des distributions dérivées d'Ubuntu, car ils partagent exactement la même base et les mêmes dépôts APT.
- APODIO : distribution incluant des logiciels de création musicale, d'édition audio/vidéo et des serveurs de streaming[83].
- Baltix : distribution destinée aux utilisateurs des pays baltes[84].
- Bodhi Linux : distribution basée sur Ubuntu, conçue pour être légère[85].
- EOLE : distribution orientée serveur, elle est destinée au monde de l'éducation et est développée par l'Éducation Nationale[86].
- elementary OS : distribution incluant le bureau Pantheon avec une expérience qui se veut « proche » de MacOS.
- gNewSense : distribution soutenue par la Free Software Foundation[87].
- KDE Neon : variante utilisant le bureau KDE, développée par l’équipe derrière le bureau KDE.
- Linux Mint : distribution incluant le bureau Cinnamon dont le but est de fournir une interface traditionnelle[88].
- Voyagerlive : une distribution, basée sur Xubuntu[89].
- StartOS : distribution chinoise basée sur Ubuntu[90].
- Trisquel : distribution 100 % libre reconnue par la FSF (Fondation pour le logiciel libre)[91].
- Zorin OS : variante qui a pour but de se rapprocher au maximum de Windows.
- Pop! OS : variante utilisant le bureau Cosmics.

## Livres
- Didier Roche, Simple comme Ubuntu, Cergy-Pontoise, InLibroVeritas, coll. « Framabook », 2010 (1re éd. 2007), 356 p. (ISBN 978-2-35922-032-2, lire en ligne) publié sous licence Creative Commons By-Sa.
- Wikilivre Ubuntu (mis à jour)
- Benoit Caccinolo, Lionel Dricot, Joyce Markoll, Ubuntu, la distribution Linux facile à installer, Eyrolles 2006.  (ISBN 221211608X)
- Michael Kofler (de), Ubuntu Linux, livre avec CD-ROM. CampusPress, 2005.  (ISBN 274402029X)
- Lionel Dricot, Ubuntu efficace, Eyrolles présentation en ligne, 2009.  (ISBN 2-212-12003-6 et 978-2-212-12003-5)

Le wiki officiel Ubuntu comporte une section (UbuntuBooks) qui liste des livres.